# Mu Hydrae
Mu Hydrae (μ Hya / 42 Hydrae) es una estrella en la constelación de la Hidra.
De magnitud aparente +3,83, es la novena más brillante de su constelación.
Junto a υ1 Hydrae, κ Hydrae, λ Hydrae y φ Hydrae —entre otras—, forma la constelación china de Zhang, refiriéndose a una red extendida, posiblemente para atrapar aves en vuelo.
Mu Hydrae es una gigante naranja de tipo espectral K4III, semejante a muchas otras estrellas brillantes del cielo nocturno —entre otras Alfard (α Hydrae), λ Hydrae y ν Hydrae, en esta misma constelación.
Su temperatura efectiva es de 3999 ± 8 K y es 480 veces más luminosa que el Sol.
Tiene un diámetro 45 veces más grande que el diámetro solar, igual al de Aldebarán (α Tauri), y gira sobre sí misma con una velocidad de rotación proyectada de 5,9 km/s.
Mu Hydrae presenta un contenido metálico algo inferior al solar, siendo su índice de metalicidad [Fe/H] = -0,12.
Por otra parte, ha sido clasificada como posible estrella variable con una fluctuación de brillo de 0,03 magnitudes.
Dicha variabilidad no ha sido confirmada, recibiendo Mu Hydrae la denominación provisional, en cuanto a variable, de NSV 4528.
De acuerdo a la nueva reducción de los datos de paralaje de Hipparcos, se encuentra a 234 años luz del sistema solar.